# Jill Ruckelshaus
Jill Elizabeth Ruckelshaus, née Strickland en 1937 à Indianapolis (Indiana), est une femme politique américaine membre du Parti républicain.
Elle dirige le Bureau des programmes féminins de la Maison-Blanche dans l'administration du président Richard Nixon. Militante féministe,,,, elle est également membre de la Commission des droits civils des États-Unis au début des années 1980.
Elle est connue pour avoir été la principale figure féministe du Parti républicain à défendre l'Equal Rights Amendment (ERA) et le droit à l'avortement, à l'époque de la deuxième vague féministe. À ce titre, elle est surnommée la « Gloria Steinem du Parti républicain ».

## Biographie

### Jeunesse, études et vie familiale
Elle grandit à Indianapolis. Elle est diplômée de l'université de l'Indiana, où elle obtient son diplôme de premier cycle, ainsi que de l'université Harvard, où elle est titulaire d'une maîtrise en anglais,.
Elle épouse le haut fonctionnaire et homme politique William Ruckelshaus en 1962 ; ils élèvent cinq enfants, dont deux issus de la précédente union de William Ruckelshaus,. La carrière politique de ce dernier commence en 1968, lorsqu'il se présente au Sénat des États-Unis. L'année suivante, il est nommé procureur général adjoint des États-Unis, chargé des droits civiques, par le président Richard Nixon. La famille déménage alors à Washington, D.C.

### Carrière politique et militantisme féministe
Elle est l'une des membres fondatrices du National Women's Political Caucus (en) (NWPC) en 1971 et l'une des principales figures républicaines qui s'y investissent. Elle est la porte-parole du NWPC lors de la convention nationale républicaine de 1972. Elle joue un rôle important dans l'adoption par le parti d'un programme concernant les droits des femmes.

#### À la Maison-Blanche
Après l'élection présidentielle de 1972, lors de laquelle Richard Nixon est réélu, Jill Ruckelshaus devient assistante de la conseillère du président Anne Armstrong et directrice du Bureau des programmes féminins de la Maison-Blanche. Elle démissionne en 1974.
En 1975, elle est nommée par le président Gerald Ford à la tête de la Commission nationale pour la célébration (en) de l'Année internationale de la femme. À ce titre, elle défend le financement de la Conférence nationale des femmes de 1977 (en) par le Congrès des États-Unis. Elle est également l'une des quatre membres de la délégation américaine à la Conférence mondiale des Nations unies sur l'Année internationale de la femme à Mexico (en), qui se déroule du 19 juin au 2 juillet 1975,,. Elle démissionne de ses fonctions en juin 1976, déménageant avec sa famille dans l'État de Washington ; elle reste cependant membre de l'organisation jusqu'à la fin de l'année,,.

#### Conférence nationale des femmes de 1977

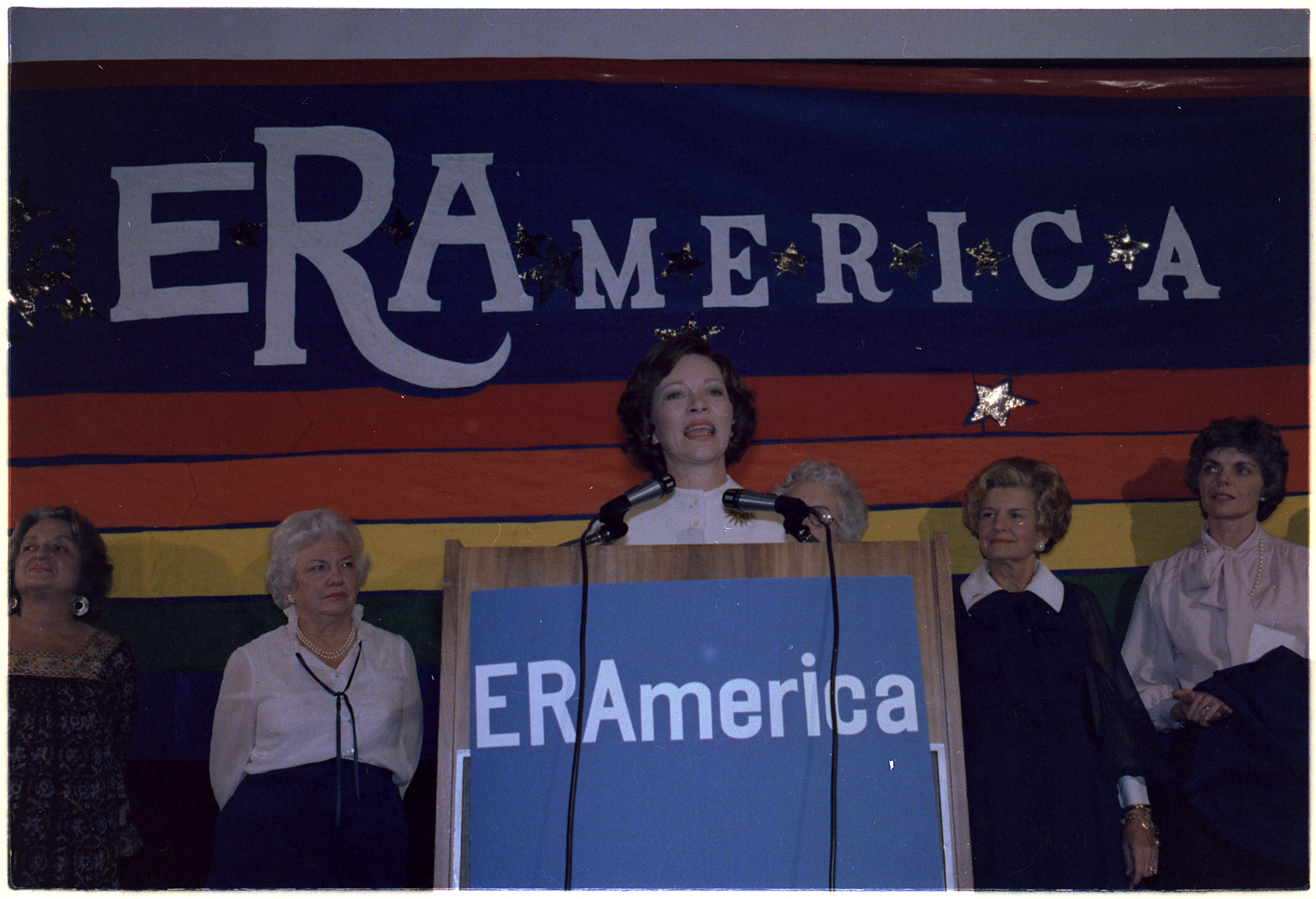
Discours de la Première dame Rosalynn Carter lors d'un gala de collecte de fonds pour l'ERA en 1977. Jill Ruckelshaus est à l'extrême droite.

Elle assiste à la Conférence nationale des femmes de 1977 (en), qui se tient à Houston (Texas), en tant qu'ancienne présidente de la commission à l'origine de l'évènement. Bien que faisant partie du comité d'organisation de la conférence pour l'État de Washington, et initialement candidate au poste de déléguée de l'État pour cette conférence nationale, elle renonce avant le début du vote,. Lors de la conférence, où elle s'investit dans la cérémonie d'ouverture,, elle est photographiée par Diana Mara Henry,.
Après la conférence, elle est nommée membre du Comité consultatif national présidentiel pour les femmes (en), coprésidé par Bella Abzug et Carmen Delgado Votaw (en). Avec 24 autres membres, elle démissionne du comité en janvier 1979, en réaction au licenciement de Bella Abzug.

#### Commissaire aux droits civils
En 1980, elle est nommée membre de la Commission des droits civils des États-Unis par le président Jimmy Carter, se distinguant par son appartenance au Parti républicain alors que le chef de l'État est démocrate. En 1982, le président Ronald Reagan cherche à la remplacer mais son candidat n'est pas retenu par le Congrès. Aux côtés de la majorité des femmes membres de la commission, elle critique les positions du nouveau président sur les questions féminines et en lien avec les minorités,,.
Elle quitte ses fonctions en 1983. Dans une interview donnée en 2005, elle affirme que son remplacement est dû à ses opinions politiques modérées,. En effet, dans une note interne de la Maison-Blanche, elle est qualifiée d'« épine » par l'administration Reagan, compte tenu du soutien qu'elle possède au Congrès et de sa position critique à l'égard des politiques de l'administration. Par la suite, un accord est négocié pour réformer le processus de nomination dans la Commission des droits civils : auparavant, ses membres devaient être proposés par le président puis approuvés par le Congrès ; désormais, il s'agit de quatre personnalités nommées par le président et de quatre par le Congrès. Alors que Jill Ruckelshaus était pressentie pour être nommée parmi le quota du Congrès, son nom n'est finalement pas proposé, tout comme celui de sa collègue républicaine Mary Louise Smith,,.
Moins d'un mois après le remplacement de Jill Ruckelshaus et de l'installation des nouveaux membres de la commission, les positions de l'organisme évoluent, notamment au sujet de la « discrimination positive », s'alignant désormais davantage sur celles de l'administration Reagan.

#### Dernier combat pour l'adoption de l'ERA

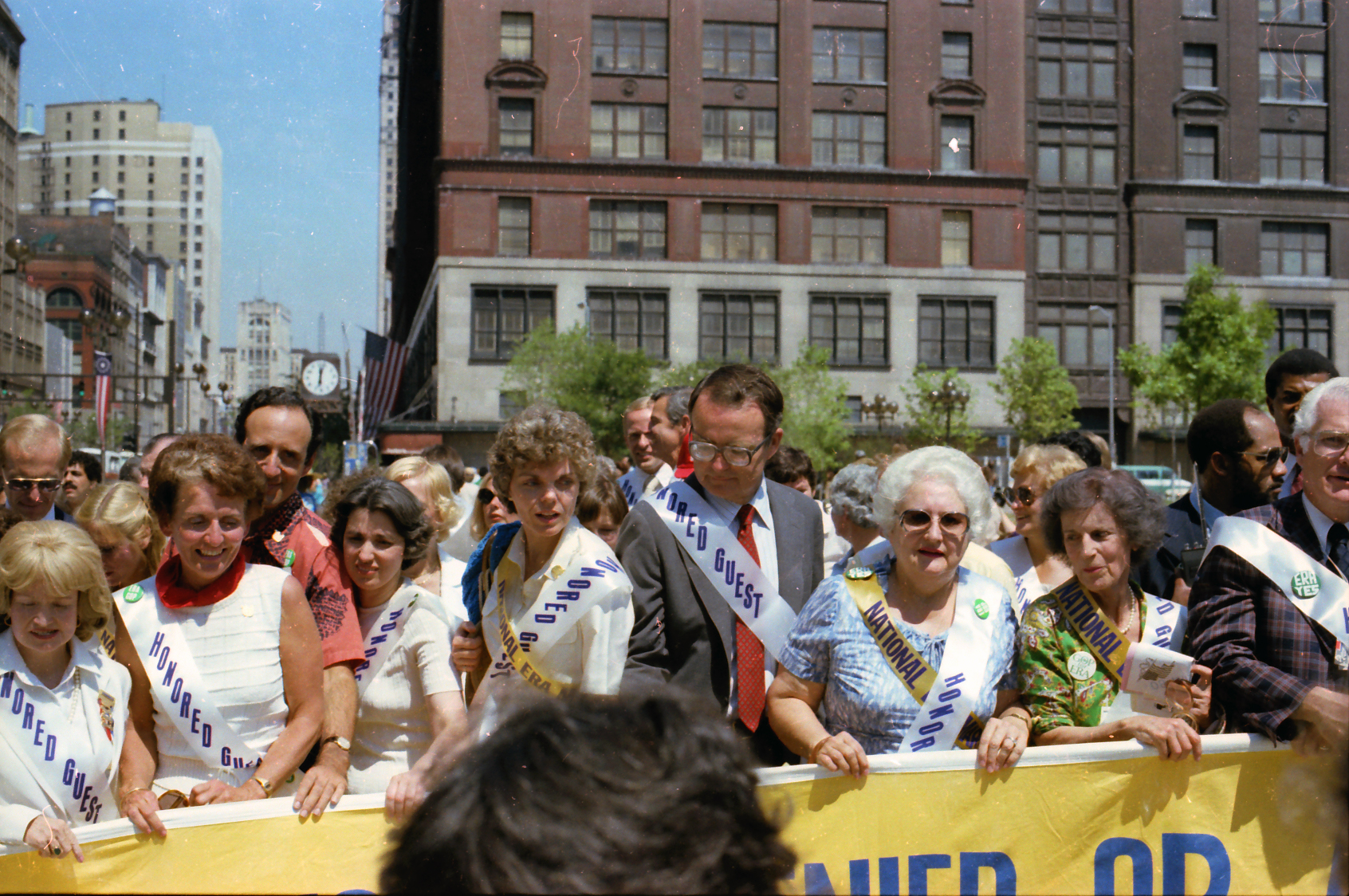
Jill Ruckelshaus (première rangée, quatrième en partant de la gauche), lors de la marche pro-ERA lors de la convention nationale républicaine de 1980.

Elle participe à la convention nationale républicaine de 1980 (en) à Détroit (Michigan), dirigeant une marche qui rassemble 4 500 partisans de l'Equal Rights Amendment (ERA), afin que le Parti républicain réaffirme son soutien à cet amendement. Bien que cet objectif n'a pas été atteint, l'ERA n'ayant ainsi pas été adopté, Jill Ruckelshaus réussit, avec d'autres femmes membres d'un groupe de féministes républicaines, à obtenir du candidat Ronald Reagan qu'il nomme une femme à la Cour suprême des États-Unis s'il est élu. En 1981, nommée par le nouveau président, Sandra Day O'Connor devient la première femme membre de la plus haute instance judiciaire du pays.

## Dans la culture populaire
Interprétée par Elizabeth Banks, Jill Ruckelshaus est l'un des personnages principaux de la mini-série Mrs. America. Son rôle s'ancre dans une période de transition, où le Parti républicain, initialement plutôt favorable à l'ERA, rejoint des positions plus conservatrices, en partie influencé par le lobbying de la militante Phyllis Schlafly et de groupes chrétiens évangéliques. Le sixième épisode de la série lui est consacré.